# Recôncavo Baiano
El Recôncavo baiano és una regió històrica, localitzada entorn de la Badia de Todos os Santos, incloent-hi la regió metropolitana de Salvador, capital de l'estat de Bahia.
Les altres ciutats més importants són: Candeias, São Francisco do Conde, municipi on es localitzava la Refineria de Petroli Landulfo Alves, Madre de Déus, on es localitza la Terminal Marítmo de Petrobras, Santo Amaro, a la marges del Riu Subaé, Esquerdada, Pedra do Cavalo i São Félix, a la marges del Riu Paraguaçu.
La regió és molt rica en petroli i en l'agricultura de la canya sucrera. Les ciutats que formen el Recôncavo Baiano són Conceição do Almeida, Sapeaçu, Cruz das Almas, Santo Antônio de Jesus, Salinas da Margarida, Muniz Ferreira, Nazaré, São Felipe, Dom Macedo Costa, Governador Mangabeira, Muritiba, Cachoeira, São Félix, Maragojipe, Santo Amaro, Saubara, Conceição do Jacuípe, Terra Nova, Amélia Rodrigues, Teodoro Sampaio, Candeias, Simões Filho, Salvador, São Francisco do Conde São Sebastião do Passée Catu.